# SAPS
SAPS, din engleză Single Area Payment Scheme este Schema de plată unică pe suprafață implementată în Uniunea Europeană, pentru subvenții în agricultură.
România implementează, începând cu anul 2007, schema de plată unică pe suprafață - SAPS, care va contribui la practicarea unei agriculturi competitive, durabile și orientată către piață.
Astfel, agricultorii primesc subvenții acordate de Uniunea Europeană, pentru care trebuie să îndeplinească condițiile de eligibilitate.
Acordarea SAPS este condiționată de respectarea GAEC (Bunele Condiții Agricole și de Mediu).
Aceste cerințe se aplică și unor acțiuni sprijinite prin Pilonul II care au ca obiectiv sprijin financiar în zonele defavorizate (LFA), aplicarea practicilor de agro - mediu  și respectarea cerințelor planurilor de management din ariile protejate de interes comunitar Natura 2000.
Nerespectarea GAEC determină reducerea în mod corespunzător a sprijinului condiționat de aceste cerințe.
Îmbunătățirea cunoștințelor privind Bunele condiții agricole și de mediu se realizează și prin furnizarea de pregătire profesională, informare  și difuzare de cunoștințe.
Plățile Naționale Complementare sunt introduse tot din 2007 și se adăugă la plățile unice pe suprafață.
Deosebirea este că Plățile Naționale Complementare sunt plătite de către statul român, din bugetul Ministerului Agriculturii.
Plățile Naționale Complementare sunt  date pe suprafața cultivată, respectiv pe cap de animal, conform modelului european.
În anul 2008, agricultorii români au primit în cadrul schemei de plată unice pe suprafață (SAPS) suma de 524 milioane euro, în 2009 au primit 623 milioane euro, iar pentru 2010 suma alocată este de 729 milioane euro.